# Напади на гарнизоне НДХ
Напади на гарнизоне били су, уз нападе на комуникације, саставни део партизанске стратегије и тактике каква је развијена на територији окупиране Југославије током Другог светског рата. Ти напади имали су вишеструки значај: 
1. Омогућавали су образовање и проширивање слободне територије
2. Били су начин снабдевања трупа и народа на слободној територији
3. Представљали су важан део напора за војно, политичко и морално слабљење непријатеља.

Независна Држава Хрватска формирана је уз помоћ окупационих трупа, Из тог разлога, као и због иделошке блискости, усташки режим је до краја рата био веран савезник Осовине. Усташке јединице бориле су се фанатично на страни Осовине до самог краја, чак и неко време после капитулације Немачке.
Међутим, као вештачка творевина без довољног упоришта у народу, НДХ за све време рата није успела да оствари ефективну контролу над својом територијом. Војни и управни систем НДХ веома је уздрман устанком партизана и четника током лета и јесени 1941. Касније током рата, нарочито од друге половине 1942. године, НОВЈ је својим партизанским ратом успела да принуди НДХ на стратегијску дефанзиву на својој територији. НДХ није била у стању да пружи било какву помоћ својим осовинским савезницима. Напротив, како је рат одмицао, њени савезници и покровитељи, а нарочито нацистичка Немачка, морали су да јој пружају све већу војну помоћ на њеној властитој територији. Почев од августа 1943. практично све снаге немачке Друге оклопне армије биле су концентрисане у НДХ и ангажоване на одбрани њене територије, комуникација и производних ресурса.
Користећи у пуној мери војничку, политичку и моралну слабост НДХ, партизани су управо на њеној територији и против њених снага развили и усавршили овај облик офанзивног деловања.
Напад на гарнизоне у тактичком и оперативном погледу састојао се из две компоненте: од изолације и ликвидације.
Изолацијом непријатељског гарнизона прекидале су се његове комуникације са суседним формацијама и постављала су се обезбеђења у циљу спречавања њихове интервенције током самог напада. Будући да је напад на гарнизон у правилу изазивао интервенцију суседних формација, то је представљало мотив за постављање обезбеђења и заседа на погодним положајима и прилику за наношење нападнутој страни додатних губитака. Борба са колонама које интервенишу ради помоћи нападнутом гарнизону често је у ствари била главно тежиште самог напада, а на обезбеђењу су најчешће ангажоване јаче снаге него на извођењу самог напада.
За ликвидацију одбране гарнизона НОВЈ је ретко располагала довољним снагама и ратном техником према уобичајеним нормативима у војној науци. Стога је посебна пажња посвећивана могућности постизања изненађења и могућности убацивању делова својих трупа унутар непријатељских линија одбране. Недостатак тешке технике надокнађиван је формирањем бомбашких група.
Напади на гарнизоне НДХ постали су почев од 1943. године готово свакодневна појава. Отуда су готово сва насељена места била утврђена за одбрану: опасана бодљикавом жицом, рововима и бункерима и са организованим системом ватре за спречавање приласка нападача. Сва важнија места била су ојачана немачким трупама. Ипак, то није спречило доследно неповољан развој рата по Независну Државу Хрватску.
У табели су хронолошки приказане значајније операције устаника и касније НОВЈ (као и четника у неколико наврата) против појединих гарнизона НДХ.

## Списак напада на гарнизоне НДХ
| датум                | гарнизон                         | нападач             | одбрана                                                               | исход                   | више о нападу                                           |
| -------------------- | -------------------------------- | ------------------- | --------------------------------------------------------------------- | ----------------------- | ------------------------------------------------------- |
| 27. јули 1941.       | Дрвар                            | Устаници            | Усташко-домобранске трупе                                             | Сломљен отпор гарнизона |                                                         |
| 27. јули 1941.       | Срб                              | Устаници            | Усташко-домобранске трупе                                             | Сломљен отпор гарнизона |                                                         |
| 28. јули 1941.       | Босанско Грахово                 | Устаници            | Усташко-домобранске трупе                                             | Сломљен отпор гарнизона |                                                         |
| 30. јули 1941.       | Босанска Дубица                  | Устаници            | Усташко-домобранске трупе                                             | Сломљен отпор гарнизона |                                                         |
| 30. јули 1941.       | Гламоч                           | Устаници            | Усташко-домобранске трупе                                             | Сломљен отпор гарнизона |                                                         |
| 30. јули 1941.       | Доњи Лапац                       | Устаници            | Усташко-домобранске трупе                                             | Сломљен отпор гарнизона |                                                         |
| 5. август 1941.      | Шековићи                         | Устаници            | Усташко-домобранске трупе                                             | Сломљен отпор гарнизона |                                                         |
| 24. август 1941.     | Кладањ                           | Устаници            | Усташко-домобранске трупе                                             | Напад одбијен           |                                                         |
| 28. август 1941.     | Билећа                           | Устаници            | Усташко-домобранске трупе                                             | Сломљен отпор гарнизона |                                                         |
| 29. август 1941.     | Мркоњић Град                     | Устаници            | Усташко-домобранске трупе                                             | Сломљен отпор гарнизона |                                                         |
| 31. август 1941.     | Љубиње                           | Устаници            | Усташко-домобранске трупе                                             | Напад одбијен           |                                                         |
| 5. септембар 1941.   | Кладањ                           | Партизани · Четници | Усташко-домобранске трупе                                             | Напад одбијен           |                                                         |
| 5. септембар 1941.   | Гацко                            | Партизани           | Усташко-домобранске трупе                                             | Напад одбијен           |                                                         |
| 5. септембар 1941.   | Рогатица                         | Партизани · Четници | Усташко-домобранске трупе                                             | Сломљен отпор гарнизона |                                                         |
| 6. септембар 1941.   | Кулен Вакуф                      | Партизани           | Усташко-домобранске трупе                                             | Сломљен отпор гарнизона |                                                         |
| 18. септембар 1941.  | Котор Варош                      | Партизани           | Усташко-домобранске трупе                                             | Напад одбијен           |                                                         |
| 22. септембар 1941.  | Зворник                          | Четници             | Усташко-домобранске трупе · Вермахт                                   | Напад одбијен           |                                                         |
| 28. септембар 1941.  | Калиновик                        | Партизани           | Усташко-домобранске трупе 5b                                          | Напад одбијен           |                                                         |
| 23. октобар 1941.    | Рогатица                         | Партизани · Четници | Усташко-домобранске трупе                                             | Сломљен отпор гарнизона |                                                         |
| 2. новембар 1941.    | Јајце                            | Партизани           | Усташко-домобранске трупе                                             | Напад одбијен           |                                                         |
| 8. децембар 1941.    | Пале                             | Партизани · Четници | Усташко-домобранске трупе                                             | Напад одбијен           |                                                         |
| 17. децембар 1941.   | Олово                            | Партизани · Четници | Усташко-домобранске трупе                                             | Сломљен отпор гарнизона |                                                         |
| 12. јануар 1942.     | Војнић                           | Партизани           | Усташко-домобранске трупе                                             | Сломљен отпор гарнизона |                                                         |
| 19. фебруар 1942.    | Котор Варош                      | Партизани           | Усташко-домобранске трупе                                             | Напад одбијен           |                                                         |
| 23. фебруар 1942.    | Велика Кладуша                   | Партизани           | Усташко-домобранске трупе · Оружане снаге Италије                     | Сломљен отпор гарнизона |                                                         |
| 25. фебруар 1942.    | Мркоњић Град                     | Партизани · Четници | Усташко-домобранске трупе · Оружане снаге Италије                     | Напад одбијен           |                                                         |
| 27. фебруар 1942.    | Доњи Лапац                       | Партизани           | Усташко-домобранске трупе                                             | Сломљен отпор гарнизона |                                                         |
| 7. април 1942.       | Рогатица                         | Партизани           | Усташко-домобранске трупе                                             | Напад одбијен           |                                                         |
| 17. април 1942.      | Борач                            | Партизани           | Усташко-домобранске трупе                                             | Сломљен отпор гарнизона | Напад партизана на Борач априла 1942.                   |
| 22. април 1942.      | Босанска Дубица                  | Партизани           | Усташко-домобранске трупе                                             | Напад одбијен           |                                                         |
| 16. мај 1942.        | Приједор                         | Партизани           | Усташко-домобранске трупе                                             | Сломљен отпор гарнизона |                                                         |
| 26. мај 1942.        | Босански Петровац                | Партизани           | Усташко-домобранске трупе                                             | Сломљен отпор гарнизона |                                                         |
| 7. јун 1942.         | Топуско                          | Партизани           | Усташко-домобранске трупе                                             | Напад одбијен           |                                                         |
| 15. јун 1942.        | Власеница                        | Партизани           | Усташко-домобранске трупе · Вермахт                                   | Напад одбијен           | Напад НОВЈ на Власеницу јуна 1942.                      |
| 20. јун 1942.        | Босанска Крупа                   | Партизани           | Усташко-домобранске трупе                                             | Сломљен отпор гарнизона |                                                         |
| 26. јун 1942.        | Сански Мост                      | Партизани           | Усташко-домобранске трупе                                             | Напад одбијен           |                                                         |
| 3. јули 1942.        | Добрљин                          | Партизани           | Усташко-домобранске трупе                                             | Сломљен отпор гарнизона |                                                         |
| 7. јули 1942.        | Босански Нови                    | Партизани           | Усташко-домобранске трупе · Вермахт ·                                 | Напад одбијен           |                                                         |
| 8. јули 1942.        | Коњиц                            | Партизани           | Усташко-домобранске трупе                                             | Сломљен отпор гарнизона |                                                         |
| 11. јули 1942.       | Горњи Вакуф                      | Партизани           | Усташко-домобранске трупе                                             | Сломљен отпор гарнизона |                                                         |
| 13. јули 1942.       | Прозор                           | Партизани           | Усташко-домобранске трупе                                             | Сломљен отпор гарнизона |                                                         |
| 16. јули 1942.       | Бугојно                          | Партизани           | Усташко-домобранске трупе                                             | Напад одбијен           |                                                         |
| 20. јули 1942.       | Гламоч                           | Партизани           | Усташко-домобранске трупе                                             | Сломљен отпор гарнизона |                                                         |
| 20. јули 1942.       | Бугојно                          | Партизани           | Усташко-домобранске трупе                                             | Напад одбијен           |                                                         |
| 24. јули 1942.       | Шујица                           | Партизани           | Усташко-домобранске трупе                                             | Сломљен отпор гарнизона |                                                         |
| 25. јули 1942.       | Томиславград                     | Партизани           | Усташко-домобранске трупе                                             | Сломљен отпор гарнизона |                                                         |
| 30. јули 1942.       | Кључ                             | Партизани           | Усташко-домобранске трупе                                             | Сломљен отпор гарнизона |                                                         |
| 1. август 1942.      | Томиславград                     | Партизани           | Усташко-домобранске трупе                                             | Сломљен отпор гарнизона |                                                         |
| 4. август 1942.      | Ливно                            | Партизани           | Усташко-домобранске трупе                                             | Сломљен отпор гарнизона | Борбе за Ливно 1942.                                    |
| 11. август 1942.     | Купрес                           | Партизани           | Усташко-домобранске трупе                                             | Напад одбијен           | Битка за Купрес 1942. године                            |
| 13. август 1942.     | Купрес                           | Партизани           | Усташко-домобранске трупе                                             | Напад одбијен           | Битка за Купрес 1942. године                            |
| 19. август 1942.     | Фоча                             | Четници             | Усташко-домобранске трупе                                             | Сломљен отпор гарнизона | Напад четника на Фочу у августу 1942.                   |
| 22. август 1942.     | Удбина                           | Партизани           | Усташко-домобранске трупе                                             | Напад одбијен           | Напад НОВЈ на Удбину августа 1942.                      |
| 23. август 1942.     | Мркоњић Град                     | Партизани           | Усташко-домобранске трупе · Вермахт · Четници                         | Сломљен отпор гарнизона | Борбе за Јајце 1942.                                    |
| 26. август 1942.     | Јастребарско                     | Партизани           | Усташко-домобранске трупе                                             | Сломљен отпор гарнизона |                                                         |
| 6. септембар 1942.   | Гојло                            | Партизани           | Усташко-домобранске трупе                                             | Сломљен отпор гарнизона | Напад НОВЈ на Гојло 1942.                               |
| 19. септембар 1942.  | Фојница                          | Партизани           | Усташко-домобранске трупе                                             | Сломљен отпор гарнизона |                                                         |
| 25. септембар 1942.  | Јајце                            | Партизани           | Усташко-домобранске трупе                                             | Сломљен отпор гарнизона | Борбе за Јајце 1942.                                    |
| 12. октобар 1942.    | Мркоњић Град                     | Партизани           | Усташко-домобранске трупе · Четници · Вермахт                         | Сломљен отпор гарнизона | Борбе за Јајце 1942.                                    |
| 15. октобар 1942.    | Фојница                          | Партизани           | Усташко-домобранске трупе                                             | Сломљен отпор гарнизона |                                                         |
| 15. октобар 1942.    | Чазма                            | Партизани           | Усташко-домобранске трупе                                             | Сломљен отпор гарнизона |                                                         |
| 23. октобар 1942.    | Глина                            | Партизани           | Усташко-домобранске трупе                                             | Напад одбијен           | Напад НОВЈ на Глину октобра 1942.                       |
| 2. новембар 1942.    | Бихаћ                            | Партизани           | Усташко-домобранске трупе                                             | Сломљен отпор гарнизона | Бихаћка операција 1942.                                 |
| 5. новембар 1942.    | Босанска Крупа                   | Партизани           | Усташко-домобранске трупе                                             | Сломљен отпор гарнизона |                                                         |
| 6. новембар 1942.    | Слуњ                             | Партизани           | Усташко-домобранске трупе                                             | Напад одбијен           |                                                         |
| 14. новембар 1942.   | Слуњ                             | Партизани           | Усташко-домобранске трупе                                             | Сломљен отпор гарнизона |                                                         |
| 18. новембар 1942.   | Босански Нови                    | Партизани           | Усташко-домобранске трупе · Вермахт                                   | Напад одбијен           | Напад НОВЈ на Босански Нови новембра 1942.              |
| 26. новембар 1942.   | Јајце                            | Партизани           | Усташко-домобранске трупе · Вермахт                                   | Сломљен отпор гарнизона | Борбе за Јајце 1942.                                    |
| 26. новембар 1942.   | Двор на Уни                      | Партизани           | Усташко-домобранске трупе                                             | Напад одбијен           | Напад НОВЈ на Двор на Уни новембра 1942.                |
| 2. децембар 1942.    | Котор Варош                      | Партизани           | Усташко-домобранске трупе · Вермахт                                   | Сломљен отпор гарнизона |                                                         |
| 6. децембар 1942.    | Подравска Слатина                | Партизани           | Усташко-домобранске трупе                                             | Напад одбијен           |                                                         |
| 10. децембар 1942.   | Сански Мост                      | Партизани           | Усташко-домобранске трупе · Вермахт                                   | Напад одбијен           | Напад НОВЈ на Сански Мост децембра 1942.                |
| 12. децембар 1942.   | Воћин                            | Партизани           | Усташко-домобранске трупе                                             | Сломљен отпор гарнизона |                                                         |
| 15. децембар 1942.   | Крашић                           | Партизани           | Усташко-домобранске трупе                                             | Сломљен отпор гарнизона |                                                         |
| 15. децембар 1942.   | Топуско                          | Партизани           | Усташко-домобранске трупе                                             | Напад одбијен           |                                                         |
| 17. децембар 1942.   | Ливно                            | Партизани           | Усташко-домобранске трупе                                             | Сломљен отпор гарнизона | Борбе за Ливно 1942.                                    |
| 19. децембар 1942.   | Томиславград                     | Партизани           | Усташко-домобранске трупе                                             | Сломљен отпор гарнизона | Борбе за Ливно 1942.                                    |
| 28. децембар 1942.   | Купрес                           | Партизани           | Усташко-домобранске трупе                                             | Напад одбијен           |                                                         |
| 28. децембар 1942.   | Костајнички Мајур                | Партизани           | Вермахт · Усташко-домобранске трупе                                   | Сломљен отпор гарнизона | Напад НОВЈ на Костајнички Мајур                         |
| 2. јануар 1943.      | Теслић                           | Партизани           | Усташко-домобранске трупе                                             | Сломљен отпор гарнизона | Борбе за Теслић јануара 1943                            |
| 2. јануар 1943.      | Крашић                           | Партизани           | Усташко-домобранске трупе                                             | Сломљен отпор гарнизона | Напад НОВЈ на Крашић јануара 1943.                      |
| 14. јануар 1943.     | Грачац                           | Партизани           | Четници · Оружане снаге Италије                                       | Напад одбијен           |                                                         |
| 14. јануар 1943.     | Теслић                           | Партизани           | Усташко-домобранске трупе                                             | Напад одбијен           | Борбе за Теслић јануара 1943                            |
| 14. јануар 1943.     | Тешањ                            | Партизани           | Усташко-домобранске трупе                                             | Сломљен отпор гарнизона | Напад НОВЈ на Тешањ јануара 1943                        |
| 16. јануар 1943.     | Прњавор                          | Партизани           | Усташко-домобранске трупе                                             | Сломљен отпор гарнизона | Борбе за Теслић јануара 1943                            |
| 22. јануар 1943.     | Окучани                          | Партизани           | Вермахт · Усташко-домобранске трупе                                   | Напад одбијен           | Напади НОВЈ на Окучане јануара 1943                     |
| 28. јануар 1943.     | Окучани                          | Партизани           | Вермахт · Усташко-домобранске трупе                                   | Напад одбијен           | Напади НОВЈ на Окучане јануара 1943                     |
| 1. фебруар 1943.     | Пакрац                           | Партизани           | Вермахт · Усташко-домобранске трупе                                   | Напад одбијен           | Напад НОВЈ на Пакрац фебруара 1943                      |
| 10. фебруар 1943.    | Имотски                          | Партизани           | Усташко-домобранске трупе                                             | Сломљен отпор гарнизона |                                                         |
| 11. фебруар 1943.    | Вировитица                       | Партизани           | Усташко-домобранске трупе · Вермахт                                   | Напад одбијен           |                                                         |
| 15. фебруар 1943.    | Горњи Лапац                      | Партизани           | Оружане снаге Италије                                                 | Сломљен отпор гарнизона |                                                         |
| 15. фебруар 1943.    | Прозор                           | Партизани           | Усташко-домобранске трупе · Оружане снаге Италије                     | Сломљен отпор гарнизона | Напад НОВЈ на Прозор фебруара 1943.                     |
| 19-26. фебруар 1943. | Коњиц                            | Партизани           | Усташко-домобранске трупе · Вермахт · Оружане снаге Италије · Четници | Напад одбијен           | Битка за Коњиц 1943.                                    |
| 10. март 1943.       | Суња                             | Партизани           | Усташко-домобранске трупе · Вермахт                                   | Сломљен отпор гарнизона |                                                         |
| 29. март 1943.       | Котор Варош                      | Партизани           | Усташко-домобранске трупе · Вермахт                                   | Напад одбијен           |                                                         |
| 9. април 1943.       | Оточац                           | Партизани           | Усташко-домобранске трупе                                             | Напад одбијен           | Офанзива НОВЈ у Лици пролећа 1943.                      |
| 25. април 1943.      | Гламоч                           | Партизани           | Усташко-домобранске трупе                                             | Напад одбијен           | Напад НОВЈ на Гламоч априла 1943.                       |
| 2. мај 1943.         | Госпић                           | Партизани           | Усташко-домобранске трупе                                             | Напад одбијен           | Офанзива НОВЈ у Лици пролећа 1943.                      |
| 9. мај 1943.         | Воћин                            | Партизани           | Усташко-домобранске трупе · Вермахт                                   | Сломљен отпор гарнизона |                                                         |
| 17. мај 1943.        | Велика Кладуша                   | Партизани           | Усташко-домобранске трупе · Вермахт                                   | Напад одбијен           |                                                         |
| 31. мај 1943.        | Гламоч                           | Партизани           | Усташко-домобранске трупе                                             | Напад одбијен           | Напад НОВЈ на Гламоч маја 1943.                         |
| 3. јун 1943.         | Слуњ                             | Партизани           | Усташко-домобранске трупе                                             | Сломљен отпор гарнизона |                                                         |
| 4. јун 1943.         | Нашице                           | Партизани           | Усташко-домобранске трупе                                             | Сломљен отпор гарнизона |                                                         |
| 17. јун 1943.        | Цетинград                        | Партизани           | Усташко-домобранске трупе                                             | Сломљен отпор гарнизона |                                                         |
| 19. јун 1943.        | Слуњ                             | Партизани           | Усташко-домобранске трупе                                             | Сломљен отпор гарнизона |                                                         |
| 20. јун 1943.        | Велика Кладуша                   | Партизани           | Усташко-домобранске трупе · Вермахт                                   | Напад одбијен           |                                                         |
| 24. јун 1943.        | Хан Пијесак                      | Партизани           | Усташко-домобранске трупе                                             | Сломљен отпор гарнизона |                                                         |
| 24. јун 1943.        | Олово                            | Партизани           | Усташко-домобранске трупе                                             | Сломљен отпор гарнизона |                                                         |
| 25. јун 1943.        | Власеница                        | Партизани           | Усташко-домобранске трупе                                             | Сломљен отпор гарнизона | Напад НОВЈ на Власеницу јуна 1943.                      |
| 25. јун 1943.        | Сребреница                       | Партизани           | Усташко-домобранске трупе                                             | Сломљен отпор гарнизона |                                                         |
| 27. јун 1943.        | Кладањ                           | Партизани           | Усташко-домобранске трупе                                             | Сломљен отпор гарнизона |                                                         |
| 28. јун 1943.        | Дрињача                          | Партизани           | Усташко-домобранске трупе                                             | Сломљен отпор гарнизона |                                                         |
| 28. јун 1943.        | Какањ                            | Партизани           | Усташко-домобранске трупе                                             | Сломљен отпор гарнизона |                                                         |
| 4. јули 1943.        | Соколац                          | Партизани           | Усташко-домобранске трупе                                             | Напад одбијен           |                                                         |
| 5. јули 1943.        | Зворник                          | Партизани           | Усташко-домобранске трупе · Вермахт                                   | Сломљен отпор гарнизона | Напад НОВЈ на Зворник јула 1943.                        |
| 17. јули 1943.       | Кључ                             | Партизани           | Усташко-домобранске трупе · Вермахт                                   | Напад одбијен           |                                                         |
| 18. јули 1943.       | Кисељак                          | Партизани           | Усташко-домобранске трупе                                             | Сломљен отпор гарнизона |                                                         |
| 28. јули 1943.       | Градачац                         | Партизани           | Усташко-домобранске трупе · Вермахт                                   | Сломљен отпор гарнизона |                                                         |
| 3. август 1943.      | Горњи Вакуф                      | Партизани           | Усташко-домобранске трупе · Вермахт                                   | Напад одбијен           |                                                         |
| 5. август 1943.      | Маглај                           | Партизани           | Усташко-домобранске трупе · Вермахт                                   | Сломљен отпор гарнизона |                                                         |
| 9. август 1943.      | Бијељина                         | Партизани           | Усташко-домобранске трупе · Вермахт                                   | Сломљен отпор гарнизона |                                                         |
| 10. август 1943.     | Рајловац                         | Партизани           | Усташко-домобранске трупе · Вермахт                                   | Сломљен отпор гарнизона | Напад на аеродром у Рајловцу августа 1943               |
| 11. август 1943.     | Слуњ                             | Партизани           | Усташко-домобранске трупе                                             | Сломљен отпор гарнизона |                                                         |
| 11. август 1943.     | Цетинград                        | Партизани           | Усташко-домобранске трупе                                             | Сломљен отпор гарнизона |                                                         |
| 16. август 1943.     | Доњи Вакуф                       | Партизани           | Усташко-домобранске трупе                                             | Сломљен отпор гарнизона |                                                         |
| 16. август 1943.     | Топуско                          | Партизани           | Усташко-домобранске трупе                                             | Сломљен отпор гарнизона |                                                         |
| 22. август 1943.     | Бугојно                          | Партизани           | Усташко-домобранске трупе                                             | Сломљен отпор гарнизона | Напад НОВЈ на Бугојно августа 1943.                     |
| 23. август 1943.     | Дервента                         | Партизани           | Усташко-домобранске трупе                                             | Напад одбијен           |                                                         |
| 26. август 1943.     | Котор Варош                      | Партизани           | Усташко-домобранске трупе · Вермахт                                   | Сломљен отпор гарнизона |                                                         |
| 28. август 1943.     | Олово                            | Партизани           | Усташко-домобранске трупе                                             | Сломљен отпор гарнизона |                                                         |
| 30. август 1943.     | Ливно                            | Партизани           | Усташко-домобранске трупе                                             | Сломљен отпор гарнизона |                                                         |
| 30. август 1943.     | Грачаница                        | Партизани           | Усташко-домобранске трупе · Вермахт · Четници                         | Сломљен отпор гарнизона |                                                         |
| 2. септембар 1943.   | Чазма                            | Партизани           | Усташко-домобранске трупе · Вермахт                                   | Сломљен отпор гарнизона |                                                         |
| 7. септембар 1943.   | Модрича                          | Партизани           | Усташко-домобранске трупе                                             | Сломљен отпор гарнизона |                                                         |
| 8. септембар 1943.   | Теслић                           | Партизани           | Усташко-домобранске трупе                                             | Напад одбијен           |                                                         |
| 10. септембар 1943.  | Власеница                        | Партизани           | Усташко-домобранске трупе                                             | Напад одбијен           |                                                         |
| 16. септембар 1943.  | Босански Шамац                   | Партизани           | Усташко-домобранске трупе · Четници                                   | Сломљен отпор гарнизона |                                                         |
| 22. септембар 1943.  | Сињ                              | Партизани           | Усташко-домобранске трупе · Вермахт                                   | Напад одбијен           |                                                         |
| 24. септембар 1943.  | Бијељина                         | Партизани           | Усташко-домобранске трупе · Вермахт                                   | Сломљен отпор гарнизона |                                                         |
| 28. септембар 1943.  | Вараждинске Топлице              | Партизани           | Усташко-домобранске трупе · Вермахт                                   | Сломљен отпор гарнизона |                                                         |
| 28. септембар 1943.  | Огулин                           | Партизани           | Усташко-домобранске трупе · Вермахт                                   | Напад одбијен           |                                                         |
| 29. септембар 1943.  | Зворник                          | Партизани           | Усташко-домобранске трупе                                             | Сломљен отпор гарнизона |                                                         |
| 29. септембар 1943.  | Тузла                            | Партизани           | Усташко-домобранске трупе · Вермахт                                   | Сломљен отпор гарнизона | Прва тузланска операција НОВЈ                           |
| 2. октобар 1943.     | Ливно                            | Партизани           | Усташко-домобранске трупе                                             | Сломљен отпор гарнизона |                                                         |
| 2. октобар 1943.     | Томиславград                     | Партизани           | Усташко-домобранске трупе                                             | Сломљен отпор гарнизона |                                                         |
| 3. октобар 1943.     | Лудбрег                          | Партизани           | Усташко-домобранске трупе · Вермахт                                   | Сломљен отпор гарнизона | Напад НОВЈ на Лудбрег октобра 1943.                     |
| 3. октобар 1943.     | Карлобаг                         | Партизани           | Усташко-домобранске трупе                                             | Сломљен отпор гарнизона |                                                         |
| 4. октобар 1943.     | Купрес                           | Партизани           | Усташко-домобранске трупе                                             | Сломљен отпор гарнизона |                                                         |
| 5. октобар 1943.     | Вишеград                         | Четници             | Усташко-домобранске трупе · Вермахт                                   | Сломљен отпор гарнизона | Напад четника на Вишеград у октобру 1943.               |
| 6. октобар 1943.     | Прозор                           | Партизани           | Усташко-домобранске трупе · Вермахт                                   | Сломљен отпор гарнизона |                                                         |
| 7. октобар 1943.     | Госпић                           | Партизани           | Усташко-домобранске трупе · Вермахт                                   | Напад одбијен           | Други напад НОВЈ на Госпић                              |
| 10. октобар 1943.    | Зеница                           | Партизани           | Усташко-домобранске трупе · Вермахт                                   | Сломљен отпор гарнизона | Напад НОВЈ на Зеницу октобра 1943.                      |
| 12. октобар 1943.    | Босанска Дубица                  | Партизани           | Усташко-домобранске трупе                                             | Сломљен отпор гарнизона |                                                         |
| 12. октобар 1943.    | Пакрац                           | Партизани           | Усташко-домобранске трупе                                             | Напад одбијен           |                                                         |
| 13. октобар 1943.    | Рогатица                         | Четници             | Усташко-домобранске трупе · Вермахт                                   | Сломљен отпор гарнизона | Напад четника на Рогатицу у октобру 1943.               |
| 14. октобар 1943.    | Љубија                           | Партизани           | Усташко-домобранске трупе                                             | Сломљен отпор гарнизона |                                                         |
| 15. октобар 1943.    | Травник                          | Партизани           | Усташко-домобранске трупе · Вермахт                                   | Напад одбијен           | Борбе за Травник 1943.                                  |
| 19. октобар 1943.    | Брчко                            | Партизани           | Усташко-домобранске трупе · Вермахт                                   | Напад одбијен           |                                                         |
| 20. октобар 1943.    | Вареш                            | Партизани           | Усташко-домобранске трупе                                             | Сломљен отпор гарнизона |                                                         |
| 20. октобар 1943.    | Сански Мост                      | Партизани           | Усташко-домобранске трупе                                             | Сломљен отпор гарнизона | Напад НОВЈ на Сански Мост октобра 1943.                 |
| 31. октобар 1943.    | Соколац                          | Партизани           | Усташко-домобранске трупе · Вермахт · Четници                         | Сломљен отпор гарнизона |                                                         |
| 5. новембар 1943.    | Бенковац                         | Партизани           | Усташко-домобранске трупе · Вермахт · Четници                         | Напад одбијен           |                                                         |
| 6. новембар 1943.    | Вировитица                       | Партизани           | Усташко-домобранске трупе · Вермахт                                   | Сломљен отпор гарнизона | Напад НОВЈ на Вировитицу новембра 1943.                 |
| 7. новембар 1943.    | Копривница                       | Партизани           | Усташко-домобранске трупе · Вермахт                                   | Сломљен отпор гарнизона | Напад НОВЈ на Копривницу новембра 1943.                 |
| 11. новембар 1943.   | Вировитица                       | Партизани           | Усташко-домобранске трупе · Вермахт                                   | Напад одбијен           | Напад НОВЈ на Вировитицу новембра 1943.                 |
| 14. новембар 1943.   | Олово                            | Партизани           | Усташко-домобранске трупе                                             | Сломљен отпор гарнизона |                                                         |
| 23. новембар 1943.   | Глина                            | Партизани           | Усташко-домобранске трупе · Вермахт                                   | Напад одбијен           | Напад НОВЈ на Глину новембра 1943.                      |
| 27. новембар 1943.   | Врбовско                         | Партизани           | Усташко-домобранске трупе · Вермахт                                   | Напад одбијен           |                                                         |
| 29. новембар 1943.   | Чазма                            | Партизани           | Усташко-домобранске трупе · Вермахт                                   | Сломљен отпор гарнизона |                                                         |
| 29. новембар 1943.   | Травник                          | Партизани           | Усташко-домобранске трупе · Вермахт                                   | Напад одбијен           | Борбе за Травник 1943.                                  |
| 9. децембар 1943.    | Кладањ                           | Партизани           | Усташко-домобранске трупе · Вермахт                                   | Напад одбијен           |                                                         |
| 9. децембар 1943.    | Ливно                            | Партизани           | Усташко-домобранске трупе · Вермахт · Четници                         | Напад одбијен           | Операција „Цитен“                                       |
| 14. децембар 1943.   | Ђаково                           | Партизани           | Усташко-домобранске трупе · Вермахт                                   | Напад одбијен           |                                                         |
| 14. децембар 1943.   | Војнић                           | Партизани           | Усташко-домобранске трупе · Вермахт                                   | Сломљен отпор гарнизона |                                                         |
| 15. децембар 1943.   | Врбовско                         | Партизани           | Усташко-домобранске трупе · Вермахт                                   | Напад одбијен           |                                                         |
| 16. децембар 1943.   | Шујица                           | Партизани           | Усташко-домобранске трупе                                             | Напад одбијен           | Операција „Цитен“                                       |
| 17. децембар 1943.   | Ливно                            | Партизани           | Усташко-домобранске трупе · Вермахт · Четници                         | Напад одбијен           | Операција „Цитен“                                       |
| 18. децембар 1943.   | Вареш                            | Партизани           | Усташко-домобранске трупе · Вермахт                                   | Сломљен отпор гарнизона |                                                         |
| 18. децембар 1943.   | Врбовско                         | Партизани           | Усташко-домобранске трупе · Вермахт                                   | Сломљен отпор гарнизона |                                                         |
| 19. децембар 1943.   | Босански Шамац                   | Партизани           | Усташко-домобранске трупе · Вермахт                                   | Сломљен отпор гарнизона |                                                         |
| 29. децембар 1943.   | Власеница                        | Партизани           | Усташко-домобранске трупе                                             | Сломљен отпор гарнизона |                                                         |
| 31. децембар 1943.   | Бања Лука                        | Партизани           | Усташко-домобранске трупе · Вермахт                                   | Напад одбијен           | Прва бањалучка операција НОВЈ                           |
| 9. јануар 1944.      | Вареш                            | Партизани           | Хрватске оружане снаге                                                | Сломљен отпор гарнизона |                                                         |
| 11. јануар 1944.     | Оштарије                         | Партизани           | Хрватске оружане снаге                                                | Сломљен отпор гарнизона |                                                         |
| 15. јануар 1944.     | Котор Варош                      | Партизани           | Хрватске оружане снаге                                                | Сломљен отпор гарнизона |                                                         |
| 16. јануар 1944.     | Грачаница                        | Партизани           | Хрватске оружане снаге                                                | Сломљен отпор гарнизона |                                                         |
| 17. јануар 1944.     | Тузла                            | Партизани           | Хрватске оружане снаге · Вермахт                                      | Напад одбијен           | Друга тузланска операција НОВЈ                          |
| 17. јануар 1944.     | Крека                            | Партизани           | Хрватске оружане снаге · Вермахт                                      | Сломљен отпор гарнизона |                                                         |
| 17. јануар 1944.     | Јајце                            | Партизани           | Хрватске оружане снаге · Вермахт                                      | Сломљен отпор гарнизона |                                                         |
| 20. јануар 1944.     | Прњавор                          | Партизани           | Хрватске оружане снаге · Вермахт                                      | Сломљен отпор гарнизона |                                                         |
| 22. јануар 1944.     | Чаглин                           | Партизани           | Хрватске оружане снаге · Вермахт                                      | Сломљен отпор гарнизона | Напад НОВЈ на Чаглин јануара 1944.                      |
| 26. јануар 1944.     | Тешањ                            | Партизани           | Хрватске оружане снаге                                                | Сломљен отпор гарнизона |                                                         |
| 30. јануар 1944.     | Доњи Вакуф                       | Партизани           | Хрватске оружане снаге · Вермахт                                      | Напад одбијен           |                                                         |
| 6. фебруар 1944.     | Велики Зденци                    | Партизани           | Хрватске оружане снаге                                                | Напад одбијен           |                                                         |
| 16. фебруар 1944.    | Грачаница                        | Партизани           | Хрватске оружане снаге                                                | Напад одбијен           |                                                         |
| 12. март 1944.       | Плашки и Јосипдол                | Партизани           | Хрватске оружане снаге                                                | Сломљен отпор гарнизона |                                                         |
| 24. март 1944.       | Оточац                           | Партизани           | Хрватске оружане снаге · Вермахт                                      | Напад одбијен           |                                                         |
| 9. април 1944.       | Цазин                            | Партизани           | Хрватске оружане снаге · Вермахт                                      | Напад одбијен           | Напад НОВЈ на Цазин априла 1944.                        |
| 19. април 1944.      | Приједор                         | Партизани           | Хрватске оружане снаге · Вермахт                                      | Напад одбијен           | Напад НОВЈ на Приједор априла 1944.                     |
| 2. мај 1944.         | Мркоњић Град                     | Партизани           | Хрватске оружане снаге · Вермахт                                      | Напад одбијен           |                                                         |
| 4. мај 1944.         | Кладањ                           | Партизани           | Хрватске оружане снаге · Вермахт                                      | Сломљен отпор гарнизона |                                                         |
| 6. мај 1944.         | Котор Варош                      | Партизани           | Хрватске оружане снаге                                                | Напад одбијен           |                                                         |
| 27. мај 1944.        | Аржано                           | Партизани           | Хрватске оружане снаге                                                | Сломљен отпор гарнизона | Напад НОВЈ на Аржано маја 1944.                         |
| 28. мај 1944.        | Кореница                         | Партизани           | Вермахт · Хрватске оружане снаге                                      | Сломљен отпор гарнизона |                                                         |
| 4. јун 1944.         | Кореница                         | Партизани           | Вермахт · Хрватске оружане снаге                                      | Сломљен отпор гарнизона |                                                         |
| 9. јун 1944.         | Лопаре                           | Партизани           | Вермахт · Четници                                                     | Сломљен отпор гарнизона | Напад НОВЈ на Лопаре јуна 1944.                         |
| 13. јун 1944.        | Делнице                          | Партизани           | Вермахт                                                               | Сломљен отпор гарнизона | Борба за Делнице јуна 1944.                             |
| 19. јун 1944.        | Сребреница                       | Партизани           | Хрватске оружане снаге                                                | Напад одбијен           |                                                         |
| 19. јун 1944.        | Подгорач                         | Партизани           | Хрватске оружане снаге · Вермахт                                      | Сломљен отпор гарнизона | Напад НОВЈ на Подгорач јуна 1944.                       |
| 25. јун 1944.        | Цриквеница                       | Партизани           | Хрватске оружане снаге · Вермахт                                      | Напад одбијен           | Напад НОВЈ на Цриквеницу јуна 1944.                     |
| 27. јун 1944.        | Дервента                         | Партизани           | Хрватске оружане снаге                                                | Напад одбијен           |                                                         |
| 30. јун 1944.        | Босиљево                         | Партизани           | Хрватске оружане снаге                                                | Сломљен отпор гарнизона | Напад НОВЈ на Босиљево јуна 1944.                       |
| 2. јули 1944.        | Ливно                            | Партизани           | Хрватске оружане снаге                                                | Напад одбијен           |                                                         |
| 6. јули 1944.        | Лудбрег                          | Партизани           | Вермахт · Хрватске оружане снаге                                      | Напад одбијен           |                                                         |
| 8. јули 1944.        | Теслић                           | Партизани           | Хрватске оружане снаге                                                | Сломљен отпор гарнизона |                                                         |
| 8. јули 1944.        | Тешањ                            | Партизани           | Хрватске оружане снаге                                                | Напад одбијен           |                                                         |
| 8. јули 1944.        | Лички Осик, Перушић, Широка Кула | Партизани           | Хрватске оружане снаге                                                | Сломљен отпор гарнизона |                                                         |
| 13. јули 1944.       | Дрежница                         | Партизани           | Хрватске оружане снаге · Вермахт                                      | Сломљен отпор гарнизона | Напад НОВЈ на Дрежницу јула 1944.                       |
| 17. јули 1944.       | Лукавац                          | Партизани           | Хрватске оружане снаге                                                | Сломљен отпор гарнизона |                                                         |
| 17. јули 1944.       | Кључ                             | Партизани           | Хрватске оружане снаге · Вермахт                                      | Сломљен отпор гарнизона |                                                         |
| 17. јули 1944.       | Ливно                            | Партизани           | Хрватске оружане снаге · Вермахт                                      | Напад одбијен           |                                                         |
| 19. јули 1944.       | Котор Варош                      | Партизани           | Хрватске оружане снаге                                                | Напад одбијен           |                                                         |
| 21. јули 1944.       | Босанска Дубица                  | Партизани           | Хрватске оружане снаге                                                | Напад одбијен           |                                                         |
| 22. јули 1944.       | Тешањ                            | Партизани           | Хрватске оружане снаге · Вермахт                                      | Сломљен отпор гарнизона |                                                         |
| 28. јули 1944.       | Горњи Вакуф                      | Партизани           | Хрватске оружане снаге · Вермахт                                      | Сломљен отпор гарнизона |                                                         |
| 29. јули 1944.       | Олово                            | Партизани           | Хрватске оружане снаге · Вермахт                                      | Сломљен отпор гарнизона |                                                         |
| 29. јули 1944.       | Кладањ                           | Партизани           | Хрватске оружане снаге · Вермахт                                      | Сломљен отпор гарнизона |                                                         |
| 1. август 1944.      | Босански Петровац                | Партизани           | Хрватске оружане снаге · Вермахт · Четници                            | Напад одбијен           |                                                         |
| 6. август 1944.      | Фојница                          | Партизани           | Вермахт                                                               | Напад одбијен           |                                                         |
| 17. август 1944.     | Сребреница                       | Партизани           | Хрватске оружане снаге                                                | Напад одбијен           |                                                         |
| 27. август 1944.     | Грачац                           | Партизани           | Хрватске оружане снаге · Вермахт · Четници                            | Напад одбијен           |                                                         |
| 5. септембар 1944.   | Теслић                           | Партизани           | Хрватске оружане снаге                                                | Сломљен отпор гарнизона |                                                         |
| 5. септембар 1944.   | Босански Петровац                | Партизани           | Хрватске оружане снаге                                                | Сломљен отпор гарнизона |                                                         |
| 5. септембар 1944.   | Славонска Пожега                 | Партизани           | Хрватске оружане снаге · Вермахт                                      | Напад одбијен           |                                                         |
| 5. септембар 1944.   | Бенковац                         | Партизани           | Хрватске оружане снаге · Вермахт · Четници                            | Сломљен отпор гарнизона |                                                         |
| 6. септембар 1944.   | Приједор                         | Партизани           | Хрватске оружане снаге · Вермахт · Четници                            | Сломљен отпор гарнизона | Напад НОВЈ на Приједор септембра 1944.                  |
| 7. септембар 1944.   | Љубија                           | Партизани           | Хрватске оружане снаге · Вермахт · Четници                            | Сломљен отпор гарнизона | Операција ослобађања Приједора и Љубије септембра 1944. |
| 8. септембар 1944.   | Тешањ                            | Партизани           | Хрватске оружане снаге · Вермахт                                      | Сломљен отпор гарнизона |                                                         |
| 8. септембар 1944.   | Добој                            | Партизани           | Хрватске оружане снаге · Вермахт                                      | Напад одбијен           |                                                         |
| 8. септембар 1944.   | Дервента                         | Партизани           | Хрватске оружане снаге                                                | Сломљен отпор гарнизона |                                                         |
| 9. септембар 1944.   | Бугојно                          | Партизани           | Хрватске оружане снаге                                                | Сломљен отпор гарнизона |                                                         |
| 9. септембар 1944.   | Јајце                            | Партизани           | Хрватске оружане снаге · Вермахт                                      | Сломљен отпор гарнизона |                                                         |
| 9. септембар 1944.   | Горњи Вакуф                      | Партизани           | Хрватске оружане снаге · Вермахт                                      | Сломљен отпор гарнизона |                                                         |
| 9. септембар 1944.   | Коњиц                            | Партизани           | Хрватске оружане снаге                                                | Напад одбијен           |                                                         |
| 10. септембар 1944.  | Доњи Вакуф                       | Партизани           | Хрватске оружане снаге                                                | Сломљен отпор гарнизона |                                                         |
| 10. септембар 1944.  | Какањ                            | Партизани           | Хрватске оружане снаге                                                | Сломљен отпор гарнизона |                                                         |
| 12. септембар 1944.  | Зворник                          | Партизани           | Хрватске оружане снаге · Вермахт                                      | Сломљен отпор гарнизона |                                                         |
| 12. септембар 1944.  | Славонска Пожега                 | Партизани           | Хрватске оружане снаге · Вермахт                                      | Сломљен отпор гарнизона |                                                         |
| 13. септембар 1944.  | Дарувар                          | Партизани           | Хрватске оружане снаге                                                | Сломљен отпор гарнизона |                                                         |
| 13. септембар 1944.  | Цазин                            | Партизани           | Хрватске оружане снаге                                                | Сломљен отпор гарнизона | Напад НОВЈ на Цазин септембра 1944.                     |
| 13. септембар 1944.  | Модрича                          | Партизани           | Хрватске оружане снаге · Вермахт · Четници                            | Сломљен отпор гарнизона |                                                         |
| 14. септембар 1944.  | Пакрац                           | Партизани           | Хрватске оружане снаге                                                | Сломљен отпор гарнизона |                                                         |
| 16. септембар 1944.  | Лукавац                          | Партизани           | Хрватске оружане снаге                                                | Сломљен отпор гарнизона |                                                         |
| 17. септембар 1944.  | Тузла                            | Партизани           | Хрватске оружане снаге                                                | Сломљен отпор гарнизона |                                                         |
| 18. септембар 1944.  | Бања Лука                        | Партизани           | Хрватске оружане снаге · Вермахт · Четници                            | Сломљен отпор гарнизона | Друга бањалучка операција НОВЈ                          |
| 23. септембар 1944.  | Грачаница                        | Партизани           | Хрватске оружане снаге                                                | Сломљен отпор гарнизона |                                                         |
| 26. септембар 1944.  | Подравска Слатина                | Партизани           | Хрватске оружане снаге                                                | Сломљен отпор гарнизона |                                                         |
| 29. септембар 1944.  | Илок                             | Партизани           | Хрватске оружане снаге · Вермахт                                      | Напад одбијен           |                                                         |
| 30. септембар 1944.  | Травник                          | Партизани           | Хрватске оружане снаге                                                | Напад одбијен           |                                                         |
| 5. октобар 1944.     | Грачаница                        | Партизани           | Хрватске оружане снаге                                                | Напад одбијен           |                                                         |
| 5. октобар 1944.     | Вировитица                       | Партизани           | Хрватске оружане снаге                                                | Сломљен отпор гарнизона |                                                         |
| 7. октобар 1944.     | Бенковац                         | Партизани           | Хрватске оружане снаге · Вермахт                                      | Сломљен отпор гарнизона |                                                         |
| 10. октобар 1944.    | Ливно                            | Партизани           | Хрватске оружане снаге · Вермахт                                      | Сломљен отпор гарнизона |                                                         |
| 13. октобар 1944.    | Котор Варош                      | Партизани           | Хрватске оружане снаге · Вермахт                                      | Напад одбијен           |                                                         |
| 13. октобар 1944.    | Копривница                       | Партизани           | Хрватске оружане снаге                                                | Напад одбијен           |                                                         |
| 14. октобар 1944.    | Томиславград                     | Партизани           | Хрватске оружане снаге · Вермахт                                      | Напад одбијен           |                                                         |
| 20. октобар 1944.    | Травник                          | Партизани           | Хрватске оружане снаге                                                | Сломљен отпор гарнизона | Напад НОВЈ на Травник октобра 1944.                     |
| 23. октобар 1944.    | Кладањ                           | Партизани           | Хрватске оружане снаге                                                | Сломљен отпор гарнизона |                                                         |
| 22. октобар 1944.    | Рогатица                         | Партизани           | Хрватске оружане снаге                                                | Сломљен отпор гарнизона | Напад НОВЈ на Рогатицу 22-24. новембра 1944             |
| 31. октобар 1944.    | Зворник                          | Партизани           | Хрватске оружане снаге · Вермахт                                      | Напад одбијен           |                                                         |
| 5. новембар 1944.    | Рогатица                         | Партизани           | Хрватске оружане снаге · Вермахт                                      | Напад одбијен           | Напад НОВЈ на Рогатицу 5. новембра 1944                 |
| 8. новембар 1944.    | Цазин                            | Партизани           | Хрватске оружане снаге · Вермахт                                      | Сломљен отпор гарнизона | Напад НОВЈ на Цазин новембра 1944.                      |
| 12. новембар 1944.   | Рогатица                         | Партизани           | Хрватске оружане снаге · Вермахт                                      | Напад одбијен           | Напад НОВЈ на Рогатицу 12. новембра 1944                |
| 18. новембар 1944.   | Нашице                           | Партизани           | Хрватске оружане снаге · Вермахт                                      | Напад одбијен           | Битка за Нашице 1944.                                   |
| 17. децембар 1944.   | Кореница                         | Партизани           | Хрватске оружане снаге · Вермахт                                      | Напад одбијен           |                                                         |
| 20. децембар 1944.   | Кореница                         | Партизани           | Хрватске оружане снаге · Вермахт                                      | Напад одбијен           |                                                         |
| 26. децембар 1944.   | Кореница                         | Партизани           | Хрватске оружане снаге · Вермахт                                      | Сломљен отпор гарнизона |                                                         |